# Pieter Cornelis Mondriaan sr.
Pieter Cornelis (Piet) Mondriaan sr. (Den Haag, 18 juni 1839 – Arnhem, 10 februari 1921) was een Nederlandse onderwijzer en lithograaf en vader van de beroemde kunstschilder Piet Mondriaan.

## Levensloop

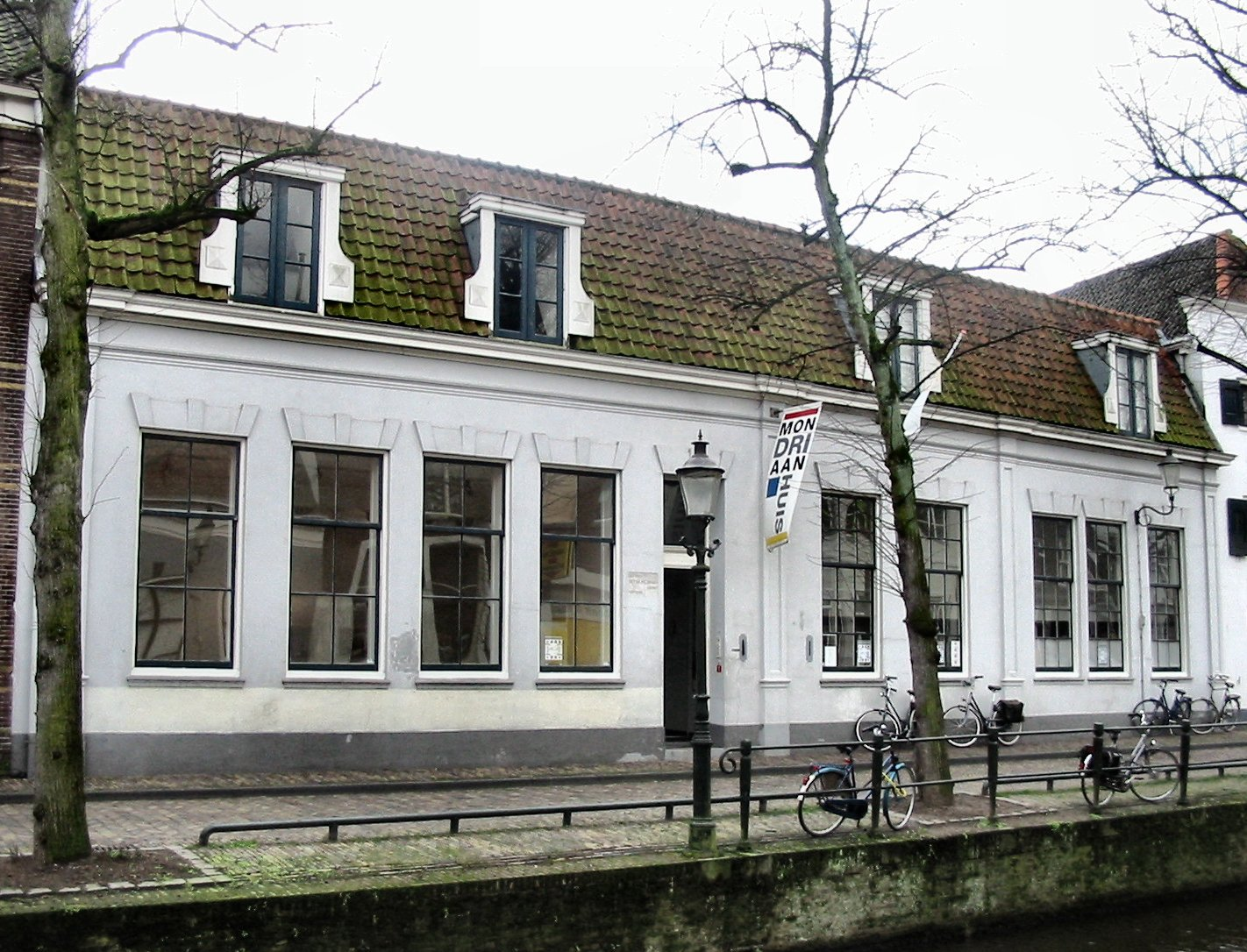
Woning in Amersfoort

Hij was een zoon van Willem Frederik Mondriaan, kapper, parfumeur en pruikenmaker in Den Haag. Toen zijn vader in 1878 overleed, nam zijn broer Frits zijn zaak over. Pieter Cornelis trouwde in Den Haag op 12 mei 1869 met Johanna Christina de Kok (1839-1909).
Hij werd in Amersfoort onderwijzer en hoofd van een nieuw opgerichte lagere school van het Christelijk Nationaal Onderwijs. Ze vestigden zich op Kortegracht 11, een dubbel woonhuis waarin ook de school gehuisvest werd. Mondriaan was actief lid van de Anti-Revolutionaire Partij en steunde Abraham Kuyper in diens schoolstrijd. Mondriaan was dus een streng en conservatief gelovige, maar zou zich later, in tegenstelling tot zijn oudste zoon, niet aansluiten bij Kuypers Gereformeerde Kerk.

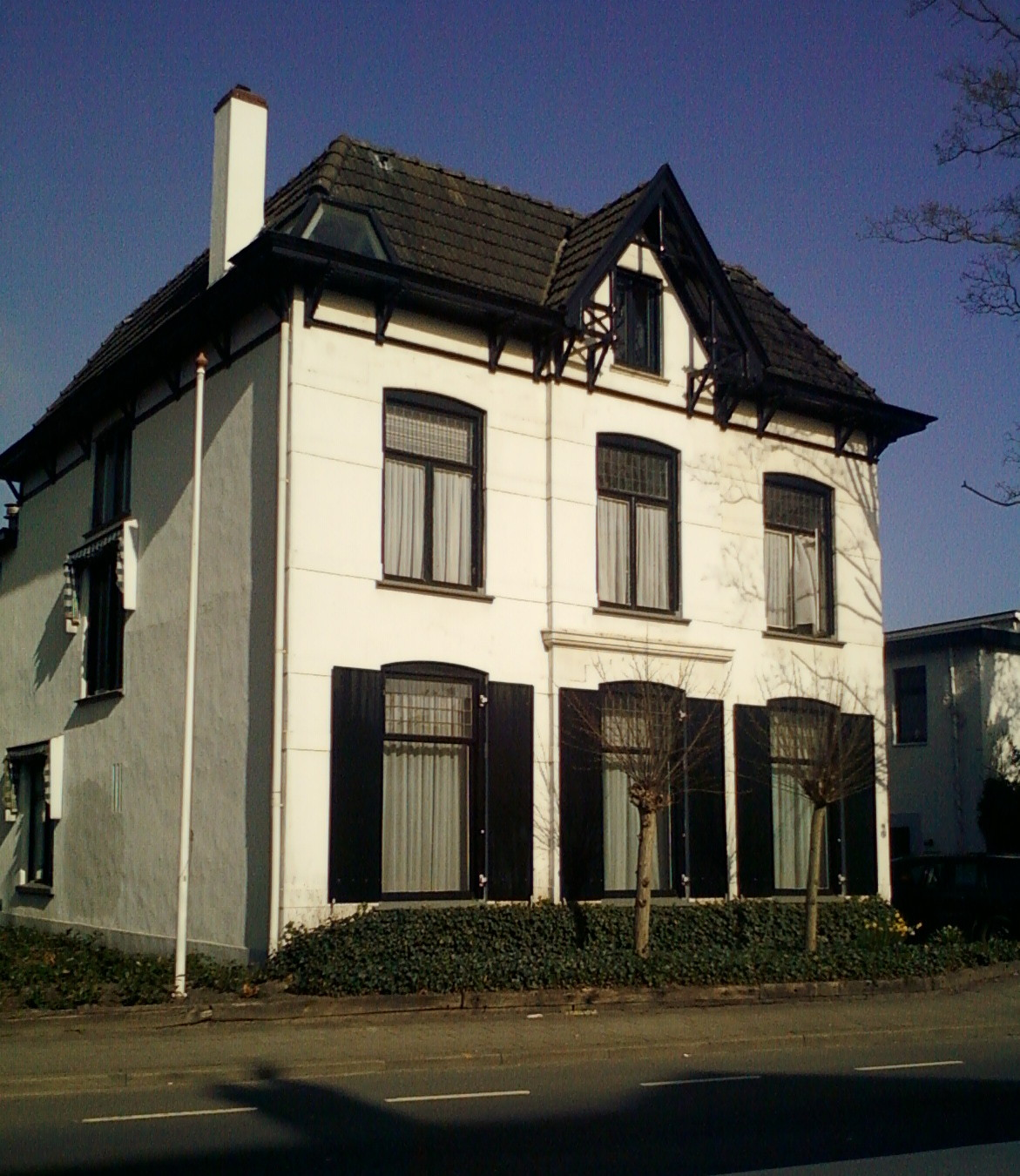
Woning in Winterswijk

In april 1880 werd Mondriaan op voorspraak van Kuyper hoofdonderwijzer van een lagere school voor Christelijk Nationaal Onderwijs in Winterswijk en vestigde zich daar op Zonnebrink 4. Ook zijn kinderen behoorden tot zijn leerlingen. Hier hielp hij zijn zoon, Piet Mondriaan, bij het behalen van de akte L.O. handtekenen voor lagere klassen. Hij zag zijn oudste zoon hem graag opvolgen als (hoofd)onderwijzer, maar kon uiteindelijk niet verhinderen dat hij zich inschreef bij de Rijksacademie in Amsterdam. Hij zorgde er wel voor dat zijn zoon ging wonen bij zijn vriend J.A. Wormer, die een christelijke boekhandel bezat aan de Kalverstraat.
Mondriaan sr. gaf ook tekenles op school en maakte lithografische prenten met historische en Bijbelse voorstellingen. Hij was lid van de Nederlandse Hervormde Kerk en liet al zijn kinderen in die kerk dopen.
Met Johanna Christina de Kok had hij 5 kinderen:
- Christien Mondriaan (1870-1939)
- Pieter Cornelis Mondriaan jr. (1872-1944)
- Willem Mondriaan (1874-1945)
- Louis Mondriaan (1877-1943)
- Carel Mondriaan (1880-1956)

## Publicaties
- P.C. Mondriaan sr. (tekst), Arie C. Rünckel (illustraties; zonder jaar). De kleine wees en de oude Annemie. Rotterdam: J.M. Bredée.